# José Villarreal (futbolista estadounidense)
José Villarreal (Inglewood, California, Estados Unidos;10 de septiembre de 1993) es un futbolista estadounidense de ascendencia mexicana que juega como mediocampista o volante ofensivo, actualmente juega en el Global Cebu FC de la Philippines Football League.
Su hermano Jaime Villarreal también es futbolista, juega en Sacramento Republic FC.

## Trayectoria

### Inferiores
Villarreal es un producto de la academia juvenil del LA Galaxy, los Pateadores. Se unió a este equipo a principios de la temporada 2011-12 y fue un jugador importante en la obtención del título del U.S. Soccer Development Academy National Championship de 2011, anotando 20 goles en 31 partidos. Luego de una temporada con los Pateadores, firmó su primer contrato profesional con el primer equipo del Galaxy en diciembre de 2011.

### Los Angeles Galaxy
Villarreal hizo su debut profesional el 14 de julio de 2012, ingresando en el segundo tiempo de la victoria 5-3 del Galaxy sobre los Portland Timbers. Anotó su primer gol profesional días después, anotando el gol del empate de su equipo en el partido ante los Vancouver Whitecaps el 18 de julio de 2012, y el gol fue nombrado como el mejor de la semana de la MLS. Jugó su primer partido en la postemporada de la MLS, ingresando en los últimos minutos de la victoria del Galaxy 3-0 sobre los Seattle Sounders en el primer partido de la final de la Conferencia del Oeste el 11 de noviembre de 2012.

### Orlando City
Villarreal fue transferido al Orlando CIty SC el 27 de diciembre de 2017 como intercambio por la tercera ronda del Superdraft de la MLS 2019. Debutó con Orlando el 2 de junio de 2018 contra New York City. El club declinó renovar el contrato del jugador al término de la temporada 2018.

### Global FC
En enero de 2020, Villarreal fichó por el Global FC de Filipinas.

## Clubes
| Club                | País           | Año           |
| ------------------- | -------------- | ------------- |
| Los Angeles Galaxy  | Estados Unidos | 2012 - 2013   |
| Cruz Azul Hidalgo   | México         | 2014          |
| Los Angeles Galaxy  | Estados Unidos | 2015-2017     |
| Orlando City        | Estados Unidos | 2018          |
| Las Vegas Lights FC | Estados Unidos | 2019          |
| Global FC           | Filipinas      | 2020-presente |

## Selección nacional

### Selecciones inferiores
Villarreal ha sido internacional con la selección estadounidense sub-18, y ha jugado un partido con la selección sub-23. El 2 de octubre de 2012 fue llamado por primera vez a la selección sub-20, con miras al Torneo sub-20 de Marbella en España. En ese torneo anotó los dos goles de los juveniles estadounidenses - sus primeros con la selección estadounidense - el 12 de octubre de 2012 en la victoria 2-0 sobre Escocia.
Villarreal participó en la exitosa campaña de clasificación de su país a la Copa Mundial de Fútbol Sub-20 de 2013 en febrero de ese año, anotando tres goles en el torneo clasificatorio y siendo nombrado en el equipo del torneo.
En junio de 2013, Villarreal fue incluido en la lista de 21 jugadores que representaron a Estados Unidos en la Copa Mundial de Fútbol Sub-20 en Turquía en ese mismo mes. El 21 de junio debutó como titular en el partido inaugural de su selección ante España.

### Participaciones en Copas del Mundo
| Mundial                  | Sede    | Resultado    | PJ | G |
| ------------------------ | ------- | ------------ | -- | - |
| Copa Mundial Sub-20 2013 | Turquía | Primera fase | 3  | 0 |

## Palmarés

### Campeonatos nacionales
| Título   | Club               | País           | Año  |
| -------- | ------------------ | -------------- | ---- |
| Copa MLS | Los Ángeles Galaxy | Estados Unidos | 2012 |

## Estadísticas
Actualizado el 8 de marzo de 2015.
| Los Ángeles Galaxy Estados Unidos                                                                                | 1.ª           | 2012          | 11 | 1 | 0 | 0 | 2 | 1 | 13 | 2 |
| Los Ángeles Galaxy Estados Unidos                                                                                | 1.ª           | 2013          | 22 | 2 | 0 | 0 | 0 | 0 | 22 | 2 |
| Los Ángeles Galaxy Estados Unidos                                                                                | 1.ª           | 2014          | 5  | 0 | 0 | 0 | 0 | 0 | 5  | 0 |
| Los Ángeles Galaxy Estados Unidos                                                                                | 1.ª           | 2015          | 1  | 1 | 0 | 0 | 0 | 0 | 1  | 1 |
| Los Ángeles Galaxy Estados Unidos                                                                                | Total club    | Total club    | 39 | 4 | 0 | 0 | 2 | 1 | 41 | 5 |
| Total carrera | Total carrera | Total carrera | 39 | 4 | 0 | 0 | 2 | 1 | 41 | 5 |
| (1)Incluye datos de la Postemporada de la MLS (2012) (2)Incluye datos de la Concacaf Liga de Campeones (2012/13) |               |               |    |   |   |   |   |   |    |   |